# 岡安商事
岡安商事株式会社 (おかやすしょうじ、OKAYASU SHOJI CO.,LTD.) は大阪市中央区に本社のある商品先物取引、取引所外国為替証拠金取引を取り扱う日本の会社である。

## 概要
1952年10月10日、東京都江東区に「株式会社真下商店」として創業。その後、商号を1969年3月「真下商事株式会社」、1991年2月「株式会社ハーベストフューチャーズ」と変更し、2009年3月には現商号である「岡安商事株式会社」となり、本社を大阪市中央区北浜へと移転した。
経済産業省、農林水産省の許可を受けて、貴金属、石油、ゴム、農産物などの上場商品の受託を行っている。また、2006年3月には金融先物取引業の登録を受け、取引所為替証拠金取引「くりっく365」の取引資格を取得。現在は商品先物取引・取引所外国為替証拠金取引ともに、自社での取り扱いの他、取次受託業務も行っている。自社での取り扱いは対面取引中心だが、電子取引への対応は業界内でも初期から取り組んでいた。

## 沿革
- 1952年10月 - 株式会社真下商店設立
- 1969年3月 - 「真下商事株式会社」に商号変更、東京都渋谷区渋谷２丁目に移転
- 1971年1月 - 商品取引所法の改正により東京穀物商品取引所（現東京商品取引所）農産物市場における商品取引員としての許可を受ける
- 1978年9月 - 本社を東京都渋谷区渋谷1丁目に移転
- 1984年11月 - 東京工業品取引所（現東京商品取引所）の設立に伴い、同取引所会員加入
- 1991年2月 - 「株式会社ハーベスト・フューチャーズ」に商号変更
- 1996年4月 - 商品投資販売業の許可を取得（商品ファンド販売法人）
- 1999年9月 - 外国為替証拠金取引「外為トレード」開始
- 2000年2月 - 自社ビル取得に伴い、東京都渋谷区渋谷2丁目に本社を移転
- 2000年4月 - 商品先物オンライントレード「ハーベストオンライン」開始
- 2000年12月 - ニューヨーク事務所開設
- 2001年2月 - インターネット外国為替証拠金取引「e-外為トレード」開始
- 2001年9月 - 米国同時多発テロによりニューヨーク事務所崩壊
- 2004年5月 - 米国現地法人HARB.Inc設立
- 2004年11月 - 資本金を10億円に増資
- 2005年3月 - 改正商品取引所法の規定に基づき商品取引受託業務の許可を受ける
- 2005年10月 - 生命保険募集業務開始
- 2006年3月 - 金融先物取引業の登録を受ける
- 2006年3月 - 東京金融先物取引所（現東京金融取引所）の為替証拠金取引及び為替証拠金清算の資格を取得
- 2006年7月 - 商品投資販売業運用法人として許可変更
- 2006年9月 - Harbest Fund Management,Ltd.（100％出資子会社）をケイマンに設立
- 2006年10月 - JCCIコモディティインデンックスファンド「地球のめぐみ」（自社組成ファンド）募集開始
- 2008年12月 - 東京都中央区日本橋兜町に本社を移転
- 2009年3月 - 岡安商事株式会社の商品先物事業を吸収分割により承継[4]
- 2009年3月 - 大阪市中央区北浜に本社を移転
- 2009年3月 - 「岡安商事株式会社」に商号変更
- 2009年3月 - 関西商品取引所（現大阪堂島商品取引所）受託会員となる
- 2009年8月 - 大阪岡安商事株式会社の純金積立業務を吸収分割により承継
- 2010年8月 - 株式会社アサヒトラストの商品先物事業を吸収分割により承継[4]
- 2010年8月 - オリオン交易株式会社の商品先物事業を吸収分割により承継[4]
- 2010年12月 - 商品先物取引法改正に伴う商品先物取引業の許可を受ける
- 2011年5月 - 株式会社小林洋行の外国為替証拠金取引受託業務を吸収分割により承継
- 2012年8月 - 外国商品市場取引の取次業務開始
- 2013年5月 - 海外通貨先物取引の取次業務開始
- 2014年3月 - 資本金を12億円に増資
- 2015年11月 - 商品投資販売業を廃止
- 2017年9月 - 資本金を14億円に増資
- 2018年3月 - 資本金を16億円に増資
- 2019年1月 - 東京金融取引所取引所株価指数証拠金取引（「くりっく株365」）取引資格取得
- 2019年10月 - 資本金を17億3千万円に増資
- 2020年7月 - 大阪取引所商品先物等取引参加資格取得
- 2022年6月 - 自己資本規制比率低下の報告をしなかったことなど金融商品取引法に違反したとして、1ヶ月間の業務停止命令[5]。
- 2022年11月 - 資本金を20億円に増資

## 加入団体
- 日本商品先物取引協会
- 日本商品先物振興協会
- 一般社団法人　金融先物取引業協会